# Dubiaranea atripalpis
Dubiaranea atripalpis là một loài nhện trong họ Linyphiidae. Loài này được phát hiện ở Venezuela.